# Lorraine Feather

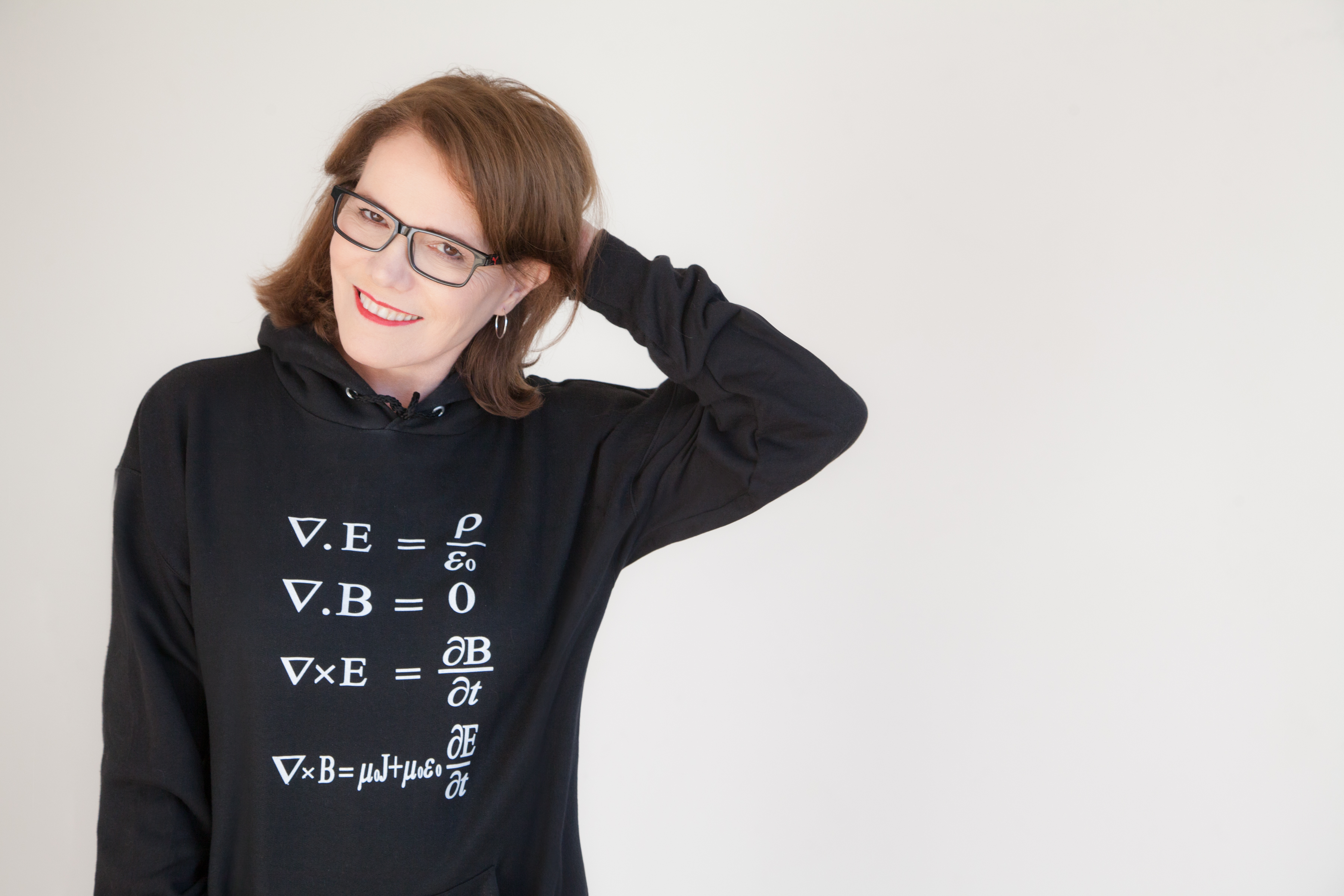
Lorraine Feather, 2018

Billie Jane Lee Lorraine Feather (* 10. September 1948 in Manhattan, New York) ist eine US-amerikanische Jazzsängerin und Songwriterin.

## Leben und Wirken
Lorraine Feathers Vater war der Jazzautor und Produzent Leonard Feather; ihre Mutter Jane war eine frühere Bigband-Sängerin (die sich zeitweise mit Peggy Lee eine Wohnung teilte). Feather erhielt den ersten Vornamen nach ihrer Patin Billie Holiday, benutzte jedoch seit der Schulzeit nur noch ihren mittleren Namen Lorraine, der dem Standard „Sweet Lorraine“ entlehnt war. Bereits als Kind erhielt sie Klavierstunden von John Lewis; ab 1960 wuchs sie in Los Angeles auf, wo sie das LA Community College besuchte.
Ende der 1960er Jahre kehrte sie nach New York zurück, um eine Karriere als Sängerin zu beginnen; sie trat u. a. in der Broadway-Version des Musicals Jesus Christ Superstar auf, war Hintergrundsängerin für Petula Clark, Grand Funk Railroad und trat in Kabaretts auf. In den 1970er Jahren lebte sie wieder in Los Angeles, wo sie verschiedene Clubauftritte, wie im Parisian Room oder im Donte's hatte. Ende der 1970er Jahre wandte sie sich vermehrt dem Jazzgesang zu; erste Aufnahmen erschienen 1978 mit der Band von Pianistin Joanne Grauer bei MPS. Dann wurde sie Mitglied des Vokalensembles Full Swing; Jake Hanna empfahl die Sängerin an das Label Concord Jazz, für das sie mit Hanna, Chuck Domanico, Scott Hamilton, Herb Ellis und Joe Diorio ihr Debütalbum Sweet Lorraine und in den 1980er Jahren weitere Alben einspielte. 2004 entstand ein Album mit Kompositionen, die mit dem Duke Ellington Orchestra in Verbindung stehen (Such Sweet Thunder: Music of the Duke Ellington Orchestra); 2010 erschien ihr Album Ages, bei dem sie von Musikern wie Béla Fleck, Shelly Berg und Russell Ferrante begleitet wurde; es wurde als „bestes Jazzalbum“ für einen Grammy nominiert.
Vermehrt wurde sie seit den 1980ern auch als Songwriterin aktiv; auch schrieb sie Liedtexte zu Duke Ellingtons „Creole Love Call“ sowie zu Billy Strayhorns „Chelsea Bridge“ und „Rockin´ in Rhythm“. Sie war auch für den Songtext für das Lied „Faster, Higher, Stronger“ verantwortlich, das Jessye Norman beim Finale der Olympischen Spiele 1996 vortrug. Ferner sang sie Titelmelodien von Filmen und TV-Serien wie Beverly Hills 90210, Family Matters, The Days of Our Lives und Santa Barbara, außerdem schrieb sie Songs für den Disney-Film Dinosaurs. Lorraine Feather erhielt für ihre Texte sieben Emmy-Nominierungen. 2005 war Feather als Liedtexterin für das Theater-Projekt The Thief tätig; 2007 schrieb sie Texte für das Musical Pest Control und für die Musical-Adaption von Tom Wolfes Buch Fegefeuer der Eitelkeiten. Feathers Songs wurden von Künstlern wie Phyllis Hyman, Kenny Rankin, Patti Austin, Diane Schuur und Cleo Laine gecovert.
Sie ist mit dem Schlagzeuger Tony Morales verheiratet. das Paar zog zunächst von Los Angeles nach Half Moon Bay, 2007 auf die San Juan Islands im Bundesstaat Washington.

## Diskographie
| Jahr | Album                                                     | Label             |
| ---- | --------------------------------------------------------- | ----------------- |
| 1997 | The Body Remembers                                        | Bean Bag          |
| 2001 | New York City Drag                                        | Rhombus Records   |
| 2003 | Cafe Society                                              | Sanctuary Records |
| 2004 | Such Sweet Thunder: Music of the Duke Ellington Orchestra | Sanctuary Records |
| 2005 | Dooji Wooji                                               | Sanctuary Records |
| 2008 | Language                                                  | Jazzed Media      |
| 2011 | Tales of the Unusual                                      | Jazzed Media      |